# Nienburg, Sachsen-Anhalt
Se även Nienburg, en stad i Niedersachsen
Nienburg (Saale) är en stad i Salzlandkreis i Sachsen-Anhalt i Tyskland.